# Jirny (zámek)
Jirny jsou zámek ve stejnojmenné vesnici v okrese Praha-východ. Jeho předchůdcem byla gotická tvrz nebo malý hrad, který od čtrnáctého století býval vrchnostenským sídlem drobného panství. V průběhu šestnáctého a sedmnáctého století byl postupně přestavován v renesančním a raně barokním slohu. Další úpravy pokračovaly v duchu vrcholného baroka, ale dochovaná podoba zámku je výsledkem dvou krátce po sobě následujících přestaveb v romantizujícím stylu, zejména novogotiky. Díky nim se v zámeckých budovách mísí prvky novogotiky s novorománským a novorenesančním slohem. Velkou uměleckou hodnotu má malířská výzdoba interiérů, jejímž autorem je Josef Matěj Navrátil. Zámecký areál je chráněn jako kulturní památka.

## Historie
Vesnice Jirny bývala až do třicetileté války rozdělena na dvě části, které byly v písemných pramenech více či méně důsledně rozlišovány. Nejistá první písemná zmínka o starší vsi pochází z roku 1350 a nachází se v přídomku Eyvana z Jiren. Roku 1367 se o Jirny dělili pražští měšťané Jakeš Balcar (též Bolka) a Pešek z Klučova; podle Františka Holce tomu tak bylo roku 1360 a August Sedláček uvedl tyto majitele už k roku 1307. Vzhledem k nedostatku písemných pramenů nelze spolehlivě určit, komu patřila která část vsi, ale od čtrnáctého do šestnáctého století byli mezi majiteli bohaté rody, které byly schopny stavbu hrádku financovat.
Roku 1392 Jirny vlastnil Mikuláš z Klučova a z roku 1392 pochází zpráva o Anně z Jiren, podruhé provdané za Zdeňka Beškovce z Beškovic. Jan Pešta považuje za první jistý doklad přídomku a nepřímý doklad existence panského sídla až přídomek Štětíka z Jiřence, jehož manželka Kačka je připomínána k roku 1397. Zdeněk Beškovec zemřel roku 1398 a Jirny po něm získal stejnojmenný syn a přídomek z Jiren používal také jeho bratr Oldřich Beškovec. Po Zdeňkově smrti roku 1411 se Jirny staly odúmrtí, kterou od panovníka v roce 1412 dostal Janek ze Smilkova a Olbram ze Škvorce, kterým vesnice rozdělená nejspíše na dva díly, patřila do roku 1419.

### Patnácté století
Roku 1434 u Jiren před bitvou u Lipan tábořilo vojsko táborského svazu. Okolo poloviny patnáctého století vesnice patřila Janovi ze Vtelna a roku 1454 ji jako odúmrť získal Jiří z Kunštátu, ale v roce 1458 ji přenechal Janu Kozlovi z Jiren. Určitý majetek ve vsi měl i Jaroslav Plichta ze Žerotína, který zdědil Mikuláš Hasištejnský z Lobkovic. Po smrti bezdětného Jana Kozla v roce 1464 zdědila polovinu statku vdova Ludmila a následujícího roku koupila druhou půlku, kterou předtím dostal jako královskou odúmrť Jiřík ze Stráže. Roku 1499 byl držitelem panství Zikmund ze Sebuzína a po něm Mikuláš Vančura z Řehnic, který Jirny okolo roku 1524 prodal.

### Šestnácté a sedmnácté století
Po Mikuláši Vančurovi z Řehnic Jirny vlastnil Bohuslav Chotek z Vojnína a před rokem 1540 Otík Selmický z Cítova. Ten Jirny prodal Mikulášovým vnukům Mikulášovi, Vaňkovi, Zikmundovi a Václavovi Vančurům z Řehnic a od nich je koupil Pavel Severyn z Kapí Hory, měšťan ze Starého Města. Prodej se uskutečnil roku 1543 (podle Augusta Sedláčka roku 1544) a zahrnoval tvrz Jirny s poplužním dvorem a poplužím, selský dvůr v Horních Jirnech, vesnici Malé Jirny, louky, lesy, potoky, rybníky, roboty, krčmu, pustý mlýn a podací právo ke kostelu.
Pavel Severyn zemřel roku 1554 a majetek zdědil jeho nezletilý syn Václav, který se správy panství ujal až v roce 1567. Zadlužený Václav Severyn musel statek roku 1593 prodat Tomáši Hadovi z Proseče, úředníkovi zemských desek, který jej nechal zapsat svému synovi Janu Hadovi z Proseče. Kromě dalšího majetku tehdy k panství patřila také vesnice Zeleneč. Jan z Proseče zemřel roku 1616 a panství přešlo na jeho syna Tomáše a dcery Annu Marii, Ludmilu a Prudencii. Tomáš Had z Proseče se zúčastnil stavovského povstání, za což byl roku 1623 odsouzen k manství. Následujícího roku zemřel a jeho majetek převzaly sestry, které kvůli vyznání odešly ze země. Statek byl proto zkonfiskován a připojen k Brandýsu nad Labem.
Krátce poté Jirny získal hrabě Zikmund z Volkenštejna a z Rodeku, který je roku 1633 převedl na Jana Zikmunda z Thun-Hohensteinu. Převod se odehrál bez souhlasu královské komory, a statek proto získal do zástavy svobodný pán Ondřej Vilém z Brandisu. Do dědičného vlastnictví Jirny dostal 18. září 1652 Jan Jakub z Brandisu. Nejpozději roku 1654 se majitelkou statku stala hraběnka Eva Marie z Brandisu. Po ní jej zdědila dcera Anna Krescenie a v roce 1663 ho prodala Janu z Gräfenberka. Jeho syn Ondřej zámek zdědil roku 1675, ale o dva roky později jeho matka Markéta Anna panství postoupila dcerám Anně a Rosině Anně z Gräfenberka. O další dva roky později se majitelkou celého statku stala Rosina Anna, provdaná Stubíková z Königsteinu a převedla ho na svého manžela hřaběte Jana Kristiána Stubíka z Königsteinu a na syny Jana Václava a Karla Josefa Viléma.

### Osmnácté a devatenácté století
Na přelomu sedmnáctého a osmnáctého století došlo k zadlužení panství, a proto proběhla dražba, v níž je koupil pražský anenský klášter. Dominikánky zámek upravili na letní rezidenci a převorka Febronie Josefa Hýzrlová z Chodů založila jirenskou gruntovní knihu. Hospodářská situace statku se ale znovu zhoršila, a od roku 1763 jej proto spravovali věřitelé. Statek přesto zůstal v majetku jeptišek do roku 1781, kdy byl klášter při Josefinských reformách zrušen. V dražbě jej potom koupil za 60 000 zlatých svobodný pán Jan Koc z Dobrše, jehož rodina panství vlastnila do roku 1795.
Vdova Terezie Kocová z Dobrše statek roku 1795 prodala svobodnému pánovi Václavu Henigarovi ze Seeberka za 110 000 zlatých. Výnos z panství Václav věnoval arcikněžně Anně, která byla abatyší Tereziánského ústavu šlechtičen. Už o dva roku později ale Jirny koupil za 106 000 zlatých hrabě Eduard Wimpfen a hned následujícího roku za 220 000 zlatých pražský velkoobchodník Alois Arioli. Dalším majitelem se roku 1803 stal poručík Josef Brückner a v roce 1804 panství za 340 000 zlatých koupil hrabě Josef Desfours-Walderode. Teprve roku 1805 byl zadlužený statek prodán v dražbě podnikateli Jakubu Veithovi za 251 000 zlatých. Ten jej věnoval jako věno nejstarší dceři Kláře, které s ní vyženil pražský měšťan Martin Wagner. Po rodičích Jirny v roce 1849 zdědila dcera Rosalie Wagnerová z Wallernstädtu.

### Novodobé dějiny
Od rodiny Wagnerových velkostatek za 480 000 zlatých koupil v roce 1890 František Zvěřina, po němž jej o šest let později zdědil stejnojmenný syn a roku 1910 ho za 2 600 000 korun koupili potomci velkostatkáře Jakuba Passra. Posledními soukromými majiteli zámku se v první polovině dvacátého století stali podplukovník Zvěřina, pan Straka a naposledy obchodník se dřevem Rudolf Zubr, kterému byl zámek znárodněn.
V roce 1940 zámek částečně vyhořel. Při opravách byl nad oběma hlavními křídly vybudován nový krov a postavena hlídková věž s ochozem a cimbuřím. Ve druhé polovině dvacátého století budova sloužila jako depozitář Československé akademie věd. V padesátých letech byly konzervátorskou školou Bohuslava Slánského restaurovány nástěnné malby Josefa Navrátila. Po roce 1989 zámek získali potomci Rudolfa Zubra, kteří jej roku 2003 prodali firmě Lettenmayer & Partner, jež zámecký areál citlivě zrekonstruovala.

## Stavební vývoj
Existenci panského sídla v Jirnech naznačuje přídomek z roku 1350. Nelze vyloučit existenci jiné tvrze ve Velkých Jirnech, která se podle Justina Václava Práška nacházela v blízkosti kostela svatého Petra a Pavla, ovšem jeho předpoklad, že na jejím místě stojí kostelní loď, je nerealistická. Gotická tvrz nebo malý hrad však stály a částečně se se dochovaly na místě zámku. Kdy byl tento hrádek založen není jisté, ale stavební podobou patří mezi blokové dispozice s palácem a věží. Typickou dobou jejich vzniku je období od poslední čtvrtiny čtrnáctého do první čtvrtiny patnáctého století, kdy si bohatí pražští patricijové stavěli okolí Prahy venkovská sídla. Jedním z nich mohly být i Jirny. Je také možné, že k výstavbě gotického sídla došlo až po husitských válkách.

### Tvrz
Stavebník k vybudování tvrze zvolil okraj nevýrazné terasy nad Jirenským potokem. Z hlediska obrany nebyla poloha příliš vhodná, ale v jinak ploché krajině neměl jinou možnost a je možné, že ve středověku vypadal reliéf jinak. Jednodílná tvrz měla půdorys seříznutého oválu. Na severovýchodní straně stál palác, z jehož vnějších nároží vybíhala obvodová hradba. V přímém úseku hradby na severozápadní straně byla patrně umístěna brána. Na jihovýchodě k vnější straně hradby přiléhala studniční věž.
Trojdílný palác o rozměrech 21 × 10 metrů na nádvorní straně rozšiřovala věžovitá přístavba, v níž je umístěno mladší schodiště. Pod severozápadním traktem paláce se nacházely dvě úrovně valeně klenutých sklepů, do nichž se vstupuje pískovcovými půlkruhovými portálky. Větrání sklepů umožňovala trojice okének s gotickým ostěním. Stěny vrchních sklepů měly ve stěnách policové výklenky. Další sklep se nachází pod jihovýchodním dílem paláce, ale doba jeho vzniku je nejasná. V devatenáctém století byl využit pro kotel teplovzdušného topení. Zdivo paláce se dochovalo pravděpodobně do výšky prvního zámeckého patra.
Ve studniční věži se nachází okrouhlá studna, jejíž hloubka dosahuje 11,5 metru. Původní zdivo věže stojí jistě do úrovně přízemí a nejspíše i v úrovni prvního patra. Věž původně asi bývala na vnitřní straně směrem do nádvoří otevřená.
Z obvodové hradby se dochovala masivní zeď v jihozápadní části zámku, která přiléhala ke studniční věži. Středověkého původu je pravděpodobně také silná čelní zeď na severozápadní straně severozápadního zámeckého křídla.

### Renesance a rané baroko
Někdy během šestnáctého a sedmnáctého století byl starý hrádek přestavěn na renesanční zámek. Iniciátory přestavby mohly být rodiny Severynů z Kapí Hory nebo Hadů z Proseče, ale stavební úpravy v renesančním nebo barokním slohu probíhaly pravděpodobně kontinuálně po celé šestnácté a sedmnácté století.
Ve starém paláci se úpravy projevily zejména nově vybudovanými valenými klenbami v přízemí a snad také klenutím přízemí a patra studniční věže. Samotná budova paláce byla protažena směrem k oblouku hradby na jihovýchodním konci hrádku. Podél jihozápadního průčelí vyrostla komunikační přístavba s půlkruhovými arkádami v přízemí a uzavřenou chodbou v patře. Do hranolové věže přiléhající k paláci bylo vestavěno schodiště, které umožnilo přístup do prvního a druhého patra. V prostoru mezi palácem, hradbou a původní bránou bylo postaveno nové křídlo, jehož přízemí tvořil jeden velký prostor zaklenutý půlkruhovou valenou klenbou. Pohyb mezi jednotlivými místnostmi v novém křídle umožňoval komunikační trakt se stejným uspořádáním jako u starého paláce.

### Vrcholné baroko

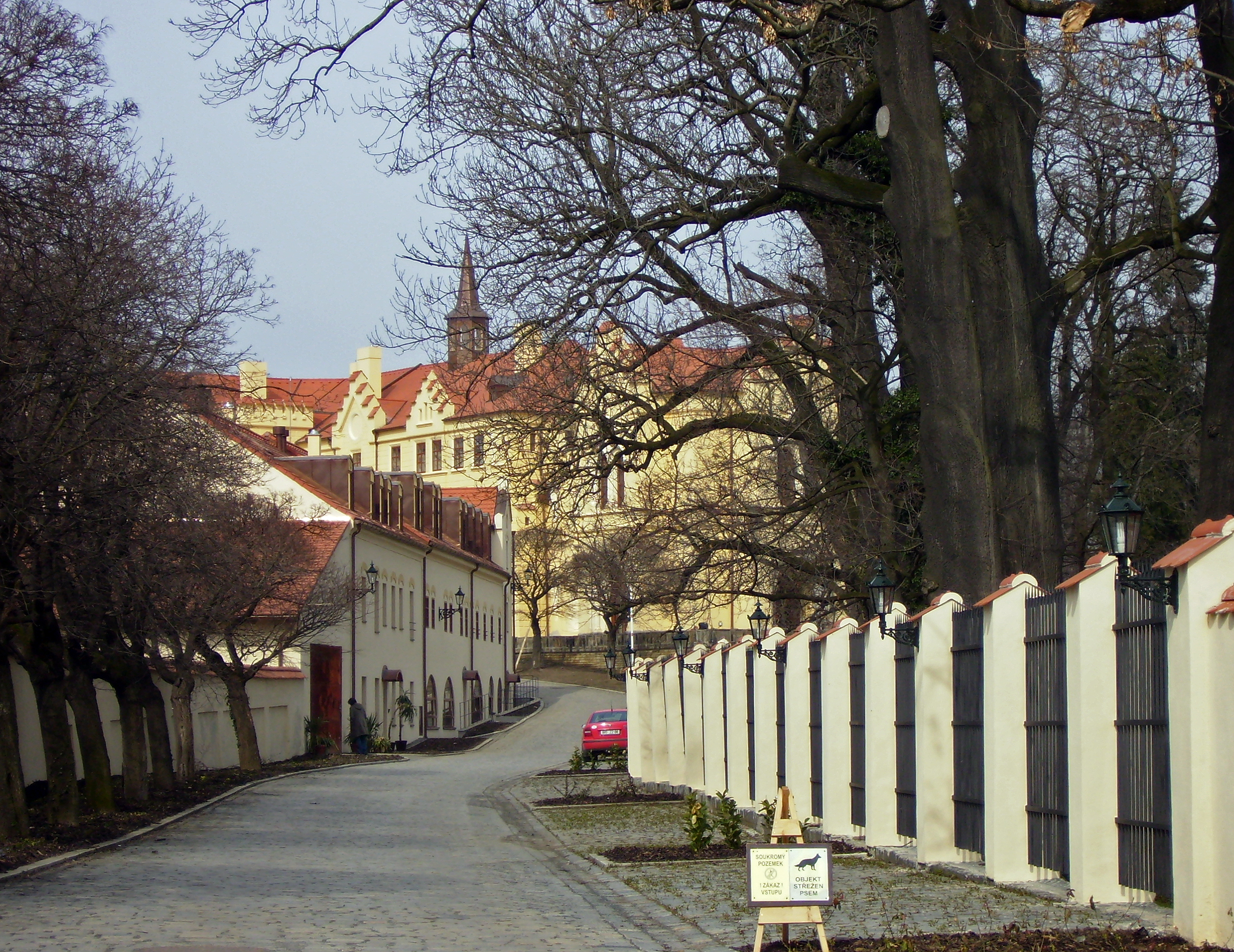
Jirny

V osmnáctém století bylo dokončeno základní dispoziční schéma zámku. Mezi východním okrajem starého paláce a studniční věží vznikl rizalit vystupující z obvodu středověké stavby. V jeho interiéru byly použity valené klenby s pětibokými výsečemi. Upravováno bylo také schodiště a snad vznikl také sklep pod jihovýchodním dílem starého paláce.
Budovy během vrcholně barokních úprav dostaly valbové střechy a na střešním hřebeni hlavního křídla vznikla věžička s cibulovou střechou. Dokončeno bylo členění fasád okny. Řada dalších úprav se týkala interiérů. Pravděpodobně v osmnáctém století byla postavena většina příček a stropů s omítanými podhledy a fabiony. Topeniště v jednotlivých místnostech byla obsluhována přikládacími portálky z chodeb a jiných servisních prostor.
Zámek sloužil k odpočinku řádových sester, a zřejmě proto postrádal reprezentační prostory jako velký sál nebo náročněji řešené schodiště. Vnější podobou patřil k nevelkým a architektonicky nenáročným venkovským sídlům.

### Klasicismus
Po roce 1795 se pozornost majitelů zaměřila především na hospodářský dvůr. V osmdesátých až devadesátých letech osmnáctého století v něm byla postavena nová pozdně barokní sýpka. Byly v ní použity dubové trámy, z nichž dva se dochovaly druhotně použité v zámecké budově. Na mapě stabilního katastru je oproti barokní fázi patrná nově postavená klasicistní budova ovčína a mimo dvůr stál pivovar se sladovnou. U jihovýchodní budovy se nacházela symetricky komponovaná osová zahrada, nejspíše s užitnou i okrasnou funkcí, a dále na jihovýchod stávala cihelna s hliništěm.

### Romantismus
Během období romantismu byl zámek dvakrát přestavěn, aniž by byla významněji změněna jeho dispozice. První přestavba proběhla v letech 1844–1847. V bočním křídle, kde snad původně vedl přízemní průjezd, byla zřízena kaple se segmentovou valenou klenbou a novogotickými žebry svedenými na přípory se sádrovými gotizujícími listovými hlavicemi. V interiéru bylo kromě kaple postaveno jen několik příček a dřevěné vřetenové schodiště z prvního patra na střešní terasu.

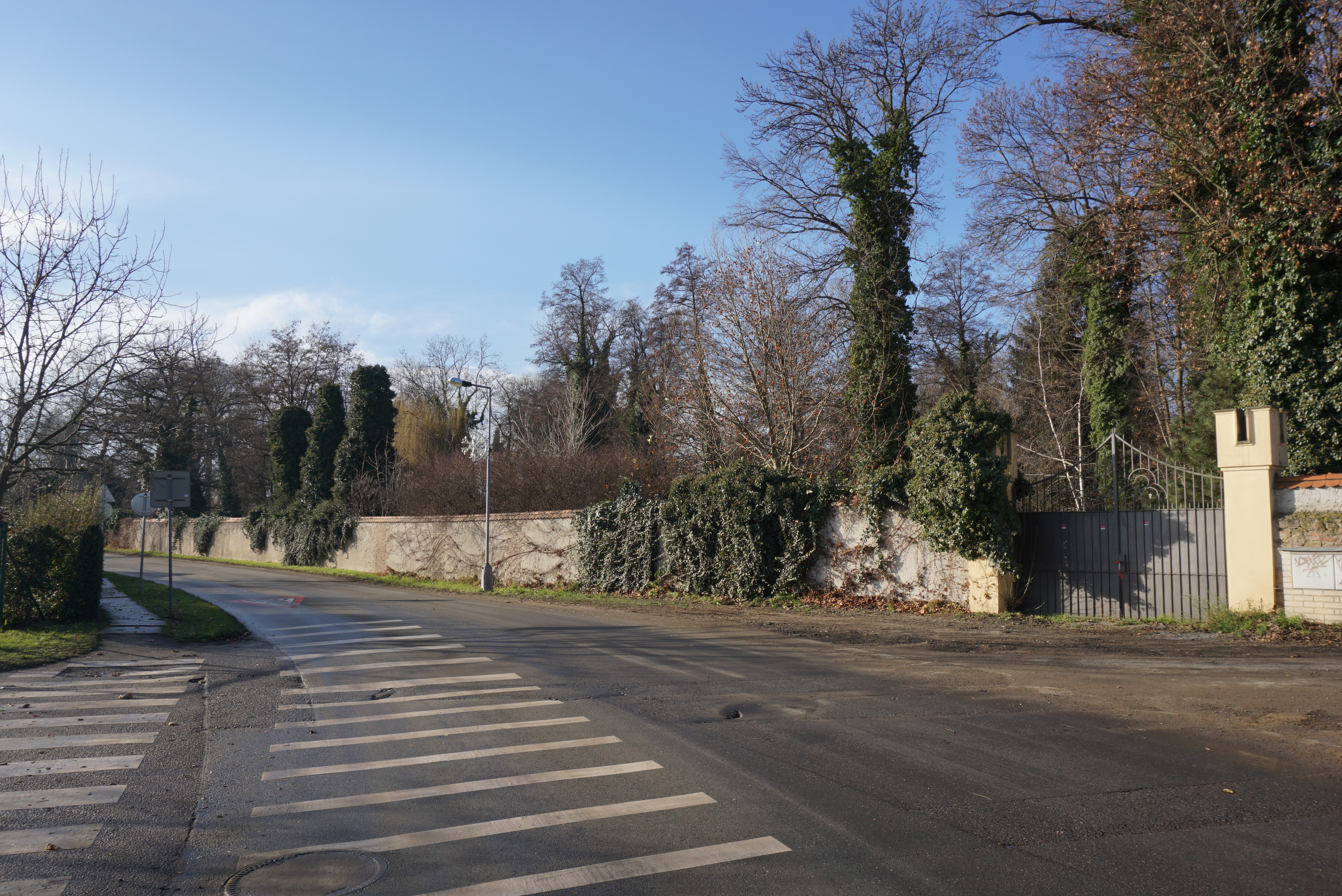
Ohradní zeď parku

Zcela nově byly vyzdobeny fasády, na kterých se objevily romantické gotizující prvky jako jsou šambrány, zalamované nadokenní římsy, záklenky, konzoly, arkýře a plošná bosáž. Barokní věžička byla nahrazena štíhlejší vížkou. U severovýchodního průčelí byla postavena otevřená lodžie s terasou, ze které vede schodiště do parteru zámeckého parku.
Druhou romantickou přestavbu realizovala v letech 1851–1856 (či 1855) Rosalie Wagnerová. Plány navrhl architekt Vojtěch Ignác Ullmann. Jejím jádrem byla přístavba knihovny se salou terrenou a tzv. Modrým salónkem. Postavena byla na vyvýšené terase před jihovýchodním průčelím. Spolu s ní byl upraven reliéf okolo zámku. V předzahradě vznikla vyhlídková bašta a v parteru před zámkem byla osazena kašna. V obnovovaném parku s rozlohou asi dvanácti hektarů vyrostlo několik drobných staveb. Jednou z nich je tzv. Bavorák – sklep zahloubený do svahu proti zámku. Ze vzácnějších dřevin v parku roste morušovník a jinan dvoulaločný.
Sala terrena má v přízemí osmiboký půdorys a je zaklenuta hvězdovou gotizující žebrovou klenbou. Ve dvou osách jsou k budově připojeny předsíně s ústupkovými portály, inspirovanými románskou sakrální architekturou. Budova kombinuje prvky novorománského, novogotického a novorenesančního slohu a se zámkem ji spojuje krátký spojovací trakt, jehož přízemí slouží jako předsálí saly terreny a první patro jako předsálí knihovny zvané Modrý salónek. Do něj se vchází přes několik salónů ve staré budově, opatřených dřevěným táflováním stěn i stropů. Následuje nepravidelná místnost ve spojovacím traktu, do níž ústí vřetenové schodiště s kvalitně provedeným kružbovým zábradlím. Modrý salónek osvětlují sdružená arkýřová okna s dřevěným kružbami.

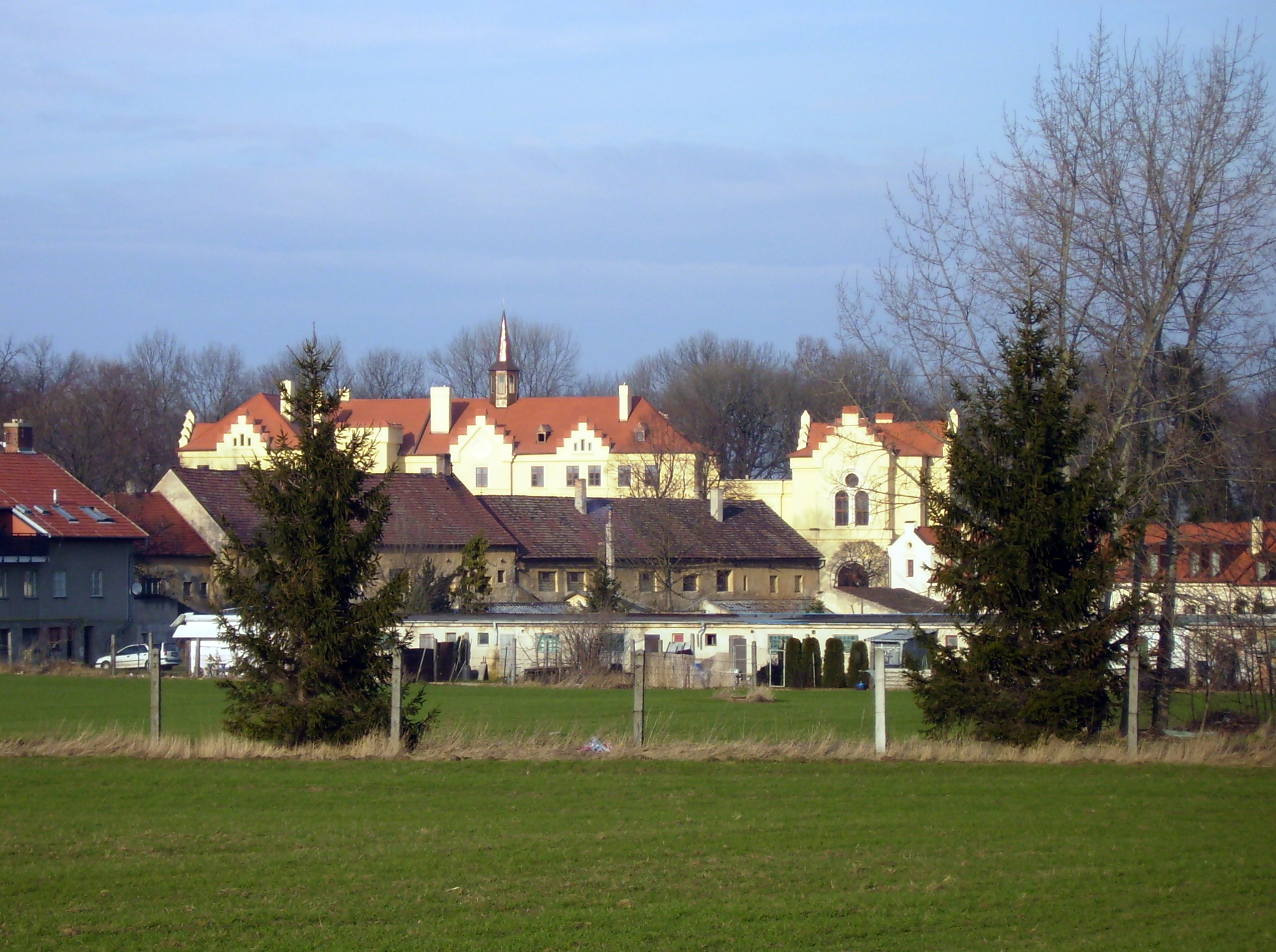
Budovy knihovny v pravé části snímku

Za salónkem se nachází knihovna, která je podle Jan Pešty kompozičním, ideovým a estetickým vyvrcholením zámeckého interiéru. Vstupuje se do ní vyřezávaným portálkem s kružbovým nástavcem, z nějž vybíhají štíhlé fiály. Osmiboký půdorys místnosti je rozšířen o tři obdélníkové výklenky vytvářející ramena kříže. Uložení knih umožňují vyřezávané knihovní skříně, za nimiž se nachází utajené prostory, které vyrovnávají rozdíl mezi vnitřním osmibokým a vnějším čtvercovým půdorysem prvního patra budovy. Kazetový strop místnosti tvoří mohutné vazné trámy, na kterých je zavěšen dekorativní podhled usazený na profilované obvodové římse. Profilovaná žebra jej člení na pole ve tvaru trojúhelníků, deltoidů a středový osmiúhelník. Jednotlivá pole jsou zdobena malbami.
Přestavba z let 1844–1847 patří k raným romantizujícím realizacím a je téměř soudobá s Hrádkem u Nechanic nebo Hluboká, a dokonce je starší než přestavba zámku ve Žlebech. Vysokou hodnotu podle Jana Pešty mají kvalitní řemeslné prvky (dveře, táflování, obklady stropů a stěn) v interiéru a zejména malířská výzdoba. Ještě hodnotnější je podle něj provedení druhé romantické přestavby, v níž vyzdvihl především působivost gradace zámeckých interiérů, kvalitu řemeslného zpracování a propojení estetiky s technickým řešením centrálního teplovzdušného vytápění.

## Malířská výzdoba
Autorem malířské výzdoby zámku je Josef Matěj Navrátil, který pro rodiny Veithů a Wagnerů pracoval v letech 1834–1860. Nejstarší malby vytvořil v klasicistním období. Patří k nim stylově rokoková malba na klenbě tzv. Ložnice z doby před rokem 1844. Jejím motivem je Madona s Ježíškem v květinovém loubí, obklopená anděly. Doplňují ji alegorie Noci a Jitra a dekorativní květinové motivy. V rohu místnosti je postava tzv. Rozsévače zobrazující nejspíše Martina Wagnera doprovázeného andělem zalévajícím setbu. V pozadí za oběma postavami je skicovitě zachycena předromantická podoba zámku.
Josef Navrátil pokračoval v malířských pracích i při romantických přestavbách. Významným dílem je výzdoba tzv. Alpského pokoje, v němž na třech stěnách zachytil tři detailní realistické motivy z Alp, které doplnil iluzivní malovanou architekturou zobrazující zábradlí, pilastry v nárožích a rámy okenních a dveřních otvorů, čímž vytvořil dojem vyhlídkové terasy. Jednotlivé malby zachycují Bad Ischl, jezero Wolfgangsee a jezero Traunsee. Sousední Rytířský pokoj, do něhož vede krátká spojovací chodba a tajné dveře, zdobila poprsí panovníků malované na plechu.
V knihovně Navrátil namaloval nástropní realistické portréty osobností vědy a kultury, doplněné múzami a dekorativní ornamentální výzdobou. Zachycenými osobnostmi jsou Julius Schiller, Johann Wolfgang von Goethe, Friedrich Gottlieb Klopstock, Johann Joachim Winckelmann, Torquato Tasso, Galileo Galilei, Ludovico Ariosto, Dante Alighieri, Jean-Jacques Rousseau, Pierre Corneille, George Gordon Byron, William Shakespeare, Isaac Newton, John Milton, Johann Gottfried Herder a Christoph Martin Wieland.